# Bernat Erta
Bernat Erta Majo (Lleida, 15 febbraio 2001) è un velocista spagnolo, vincitore di un argento mondiale e due argenti europei indoor nella staffetta 4×400 metri.

## Record nazionali
Seniores
- Staffetta 4×400 metri indoor: 3'05"18 ( Apeldoorn, 9 marzo 2025)
- Staffetta 4×400 metri mista: 3'13"29 ( Tokyo, 30 luglio 2021)

## Palmarès
| Anno | Manifestazione      | Sede         | Evento        | Risultato  | Prestazione | Note                                     |
| ---- | ------------------- | ------------ | ------------- | ---------- | ----------- | ---------------------------------------- |
| 2018 | Europei U18         | Győr         | 400 m piani   | 6º         | 47"50       |                                          |
| 2018 | Olimpiadi giovanili | Buenos Aires | 400 m piani   | 6º         | 48"13       |                                          |
| 2019 | Europei indoor      | Glasgow      | 4×400 m       | Argento    | 3'06"32     |                                          |
| 2019 | Europei U20         | Borås        | 400 m piani   | Argento    | 46"24       | Miglior prestazione personale            |
| 2019 | Europei U20         | Borås        | 4×400 m       | Bronzo     | 3'08"66     |                                          |
| 2021 | World Relays        | Chorzów      | 4×400 m mista | 6º         | 3'19"65     |                                          |
| 2021 | Europei U23         | Tallinn      | 400 m piani   | 7º         | 46"01       |                                          |
| 2021 | Europei U23         | Tallinn      | 4x400 m       | Batteria   | 3'09"14     |                                          |
| 2021 | Giochi olimpici     | Tokyo        | 4×400 m mista | Batteria   | 3'13"29     | Record nazionale                         |
| 2022 | Mondiali indoor     | Belgrado     | 4×400 m       | Argento    | 3'06"82     | Miglior prestazione personale stagionale |
| 2023 | Europei U23         | Espoo        | 400 m piani   | Semifinale | 47"10       |                                          |
| 2023 | Europei U23         | Espoo        | 4x400 m       | 6º         | 3'05"68     |                                          |
| 2023 | Mondiali            | Budapest     | 4×400 m       | Batteria   | 3'02"64     |                                          |
| 2024 | World Relays        | Nassau       | 4×400 m       | Batteria   | 3'06"84     |                                          |
| 2025 | Europei indoor      | Apeldoorn    | 4x400 m       | Argento    | 3'05"18     | Record nazionale                         |
| 2025 | Europei indoor      | Apeldoorn    | 4x400 m mista | 4ª         | 3'17"12     |                                          |
| 2025 | World Relays        | Guangzhou    | 4x400 m       | Batteria   | 3'02"04     |                                          |

## Altre competizioni internazionali
2019
- 4º agli Europei a squadre ( Bydgoszcz), 4×400 m - 3'04"52
- Argento agli Europei a squadre ( Bydgoszcz), 4×400 m mista[2] - 3'20"47